# Almutaqui
Abu Ixaque Ibraim ibne Jafar Almoctadir (em árabe: أبو إسحاق إبراهيم بن جعفر المقتدر; romaniz.: Abu Ishaq Ibrahim ibn Jaʿfar al-Muqtadir; 908 - julho de 968) mais conhecido por seu título de reinado Almutaqui (em árabe: المتقي; romaniz.: Al-Muttaqi), foi o califa do Califado Abássida em Baguedade de 940 a 944. Seu reinado marcou o início do Período Abássida Tardio (940–1258).

## Reinado
Almutaqui era, respectivamente, filho e irmão de seus antecessores Almoctadir e Arradi (r. 934–940). Com a morte de seu irmão em 940, o emir de emires Bajecã, que estava em Uacite, enviou seu secretário a Baguedade para convocar concílio dos aristocratas abássidas, que selecionaram Almutaqui como sucessor. Em 21 de abril de 941, Bajecã foi morto e o califa nomeou um novo vizir, mas foi logo compelido a instalar o líder albárida Abu Abedalá Albaridi no posto, que manteve-o até a amotinação do exército resultar na nomeação do líder dailamita Curanquije como emir de emires (1 de julho). Nos anos que se seguiram, Almutaqui ressentiu a dominação dos vários senhores da guerra e tentou recuperar a independência e autoridade de seu ofício e contatou o poderoso e virtualmente independente governante do Egito, Maomé ibne Tugueje Iquíxida. Em resposta, o iquíxida lançou uma campanha através da Síria e em agosto de 944 encontrou o califa em Raca, onde tentou persuadi-lo a mover-se para o Egito. Almutaqui recusou-se, e em vez disso retornou para Baguedade, confiante do apoio de Tuzum. Com a aproximação do califa, contudo, Tuzum encontrou-se com ele, cegando-o e depondo-o em favor de Almostacfi.